# Association of Independent Institutions
L'Association of Independent Institutions (litt. « association des institutions indépendantes») est une conférence de fait de la National Association of Intercollegiate Athletics (NAIA). Cette association regroupe la majorité des équipes universitaires qui n'évoluent pas dans des championnats de conférence de la NAIA. 

## Sports

### Sports de l'automne
- Cross-country (M/F)
- Football (M/F)
- Football américain (M)
- Volley-ball (F)

### Sports de l'hiver
- Athlétisme en salle (M/F)
- Basket-ball (M/F, D1 & D2)
- Lutte

### Sports du printemps
- Athlétisme (M/F)
- Balle-molle (F)
- Baseball (M)
- Golf (M/F)
- Tennis (M/F)

## Membres
| Institution,                             | Surnom         | Lieu                   | Établissement |
| ---------------------------------------- | -------------- | ---------------------- | ------------- |
| Université Allen                         | Yellow Jackets | Columbia, SC           | 1870          |
| Université Ashford                       | Saints         | Clinton, IA            | 1918          |
| Central Christian College                | Tigers         | McPherson, KS          | 1884          |
| Université Clarke                        | Crusaders      | Dubuque, IA            | 1843          |
| College of the Ozarks                    | Bobcats        | Point Lookout, MO      | 1906          |
| Fisher College                           | Falcons        | Boston, MA             | 1903          |
| Université Fisk                          | Bulldogs       | Nashville, TN          | 1866          |
| Georgia Gwinnett College                 | Grizzlies      | Laurenceville, Géorgie | 2005          |
| Université d'État des Gouverneurs        | Jaguars        | University Park, IL    | 1969          |
| Université Haskell des Nations indiennes | Indians        | Lawrence, KS           | 1884          |
| Université de l'Indiana Northwest        | Redhawks       | Gary, IN               | 1963          |
| Université Johnson & Wales au Colorado   | Wildcats       | Denver, CO             | 2000          |
| Université chrétienne du Kentucky        | Knights        | Grayson, KY            | 1919          |
| Université chrétienne de Lincoln         | Red Lions      | Lincoln, IL            | 1944          |
| Morris College                           | Hornets        | Sumter, SC             | 1908          |
| Université Mount Mercy                   | Mustangs       | Cedar Rapids, IA       | 1928          |
| Collège du Nouveau-Mexique du Nord       | Eagles         | Espanola, NM           | 1909          |
| Collège chrétien Providence              | Sea Beggars    | Pasadena, CA           | 2002          |
| Collège Rochester                        | Warriors       | Rochester Hills, MI    | 1954          |
| Université d'État de New York à Delhi    | Broncos        | Delhi, NY              | 1913          |
| Université Texas A&M à Texarkana         | Eagles         | Texarkana, TX          | 1971          |
| Trinity Lutheran College                 | Eagles         | Everett, WA            | 1944          |
| Université de la Colombie-Britannique    | Thunderbirds   | Vancouver, CB, Canada  | 1908          |
| Université de Victoria                   | Vikes          | Victoria, CB, Canada   | 1963          |
| Université de Winnipeg                   | Wesmen         | Winnipeg, MB, Canada   | 1867          |

1. ↑  Mis à jour le 29 juillet 2015.
2. 1 2 3  Aussi membre de l'U Sports.